# Mörk alskräling
Mörk alskräling (Naucoria scolecina) är en svampart som först beskrevs av Elias Fries, och fick sitt nu gällande namn av Lucien Quélet 1875. Enligt Catalogue of Life ingår Mörk alskräling i släktet skrälingar,  och familjen Strophariaceae, men enligt Dyntaxa är tillhörigheten istället släktet skrälingar,  och familjen buktryfflar. Arten är reproducerande i Sverige. Inga underarter finns listade i Catalogue of Life.